# Callionymus lyra
El dragoncillo de la arena (Callionymus lyra) es una especie de peces de la familia Callionymidae en el orden de los Perciformes.

## Morfología
- Presenta un cuerpo alargado.
- Los machos llegan a los 30 cm mientras que la talla de las hembras es inferior.
- El pedúnculo caudal es cilíndrico.
- Falta de escamas.
- Los ojos, grandes, se encuentran en la parte superior de la cabeza, muy cerca el uno del otro.
- Tiene 4 espinas en el preopercle.
- En los machos, las aletas dorsales son anchas y los primeros radios de la primera dorsal son filamentosos. El anal es similar a la segunda dorsal. Las pectorales y las pélvicas se encuentran muy desarrolladas. La caudal es ancha y redonda.
- Presenta dimorfismo sexual: los machos tienen líneas y manchas azules en las aletas y el dorso toma tonalidades rojas. Las hembras son de color amarillo y verde.

## Reproducción
La reproducción se da en la costa durante la primavera y el verano. La puesta se realiza a mediados de agua, el macho nada con las aletas desplegadas junto a la hembra. Los huevos y  larvas son  planctónicos.

## Alimentación
Es depredador de invertebrados bentónicos.

## Hábitat
Es  bentónico de fondos blandos entre los 50 y 200 m. Se entierra en la arena o bajo piedras o conchas.

## Distribución geográfica
Se encuentra desde el sur de Islandia y Noruega hasta Mauritania, el norte del Mar Mediterráneo, Gibraltar, Argelia, al oeste del Mar Negro, el Mar Egeo, el Mar Adriático, las Azores e Islas Canarias.

## Costumbres
Los machos son territoriales y agresivos entre ellos.

## Galería de imágenes

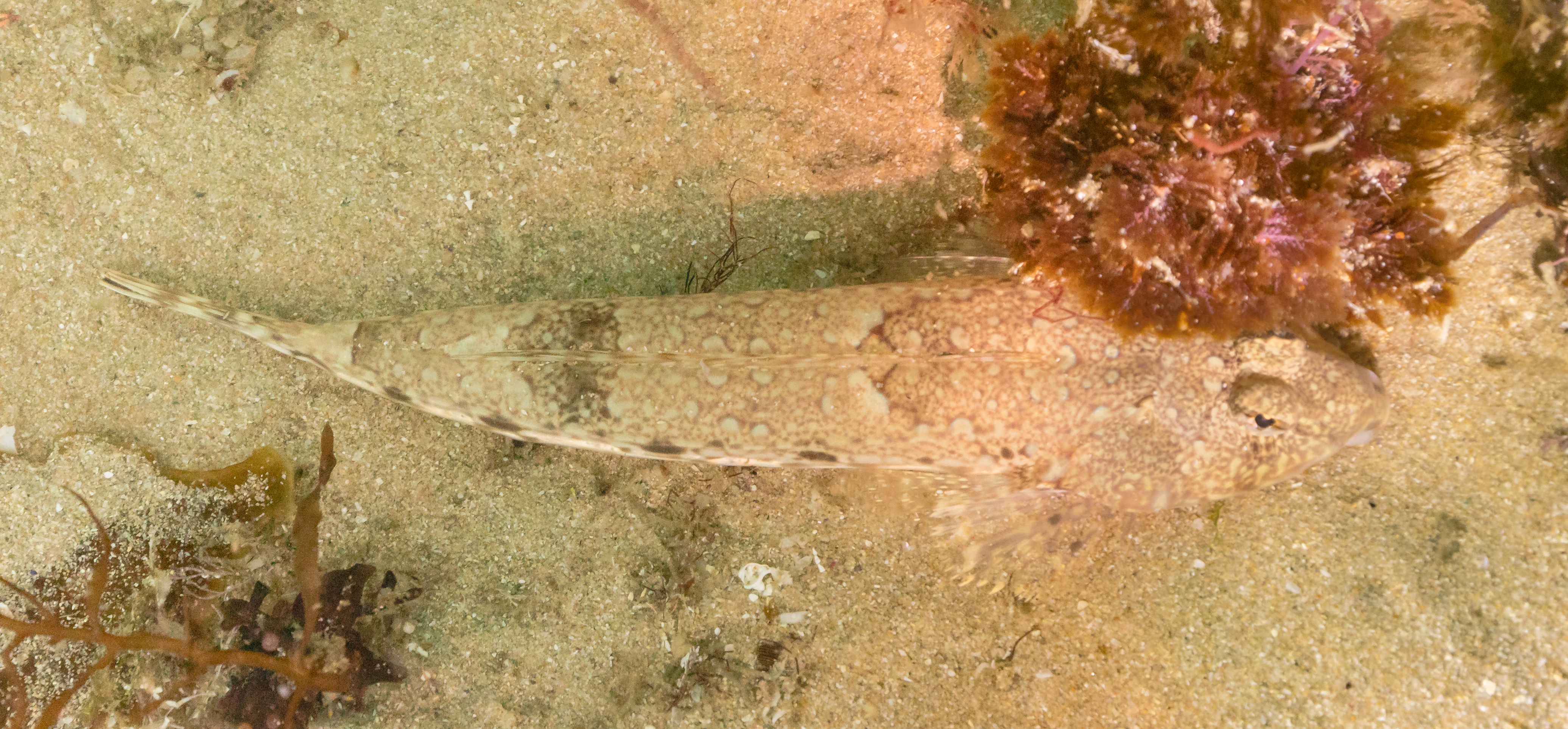
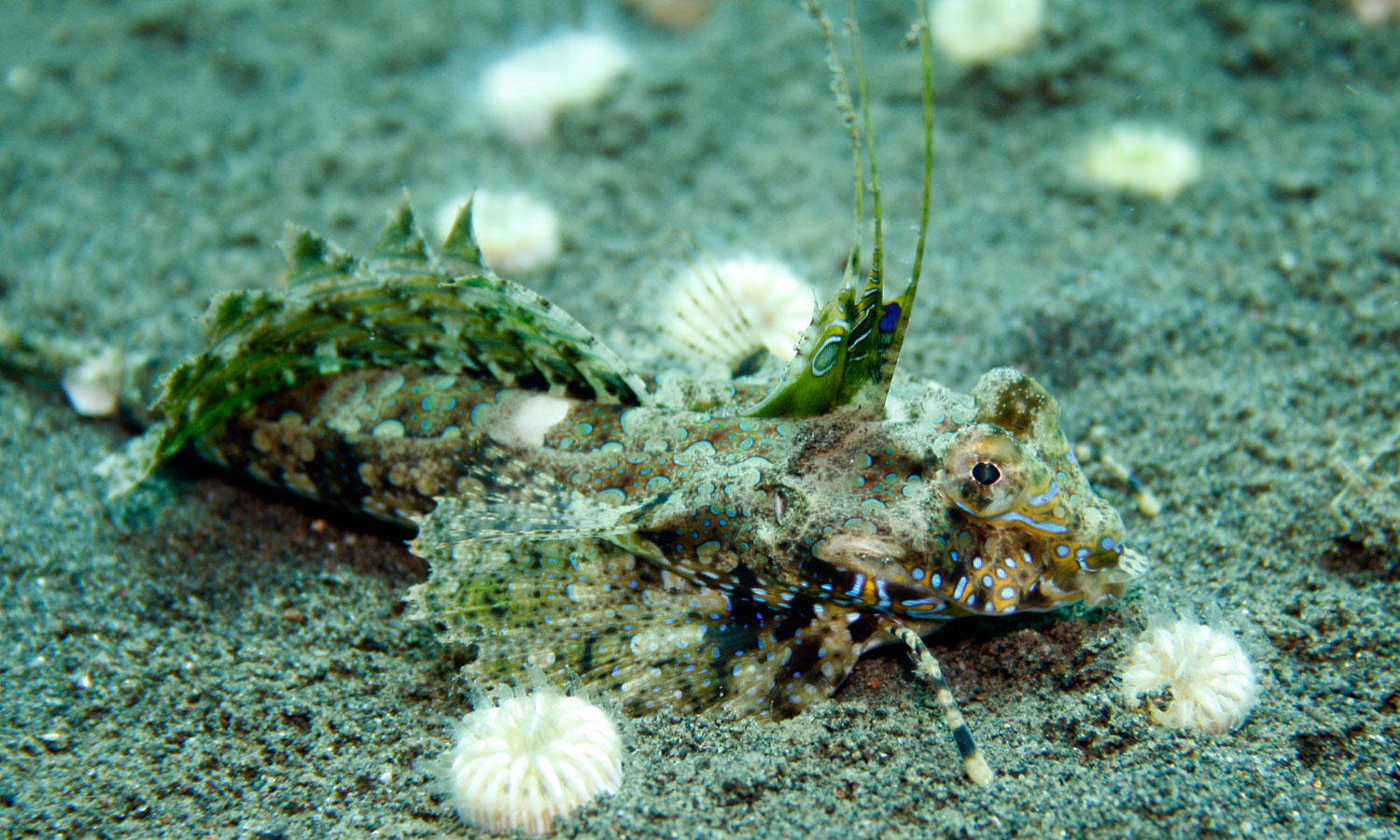
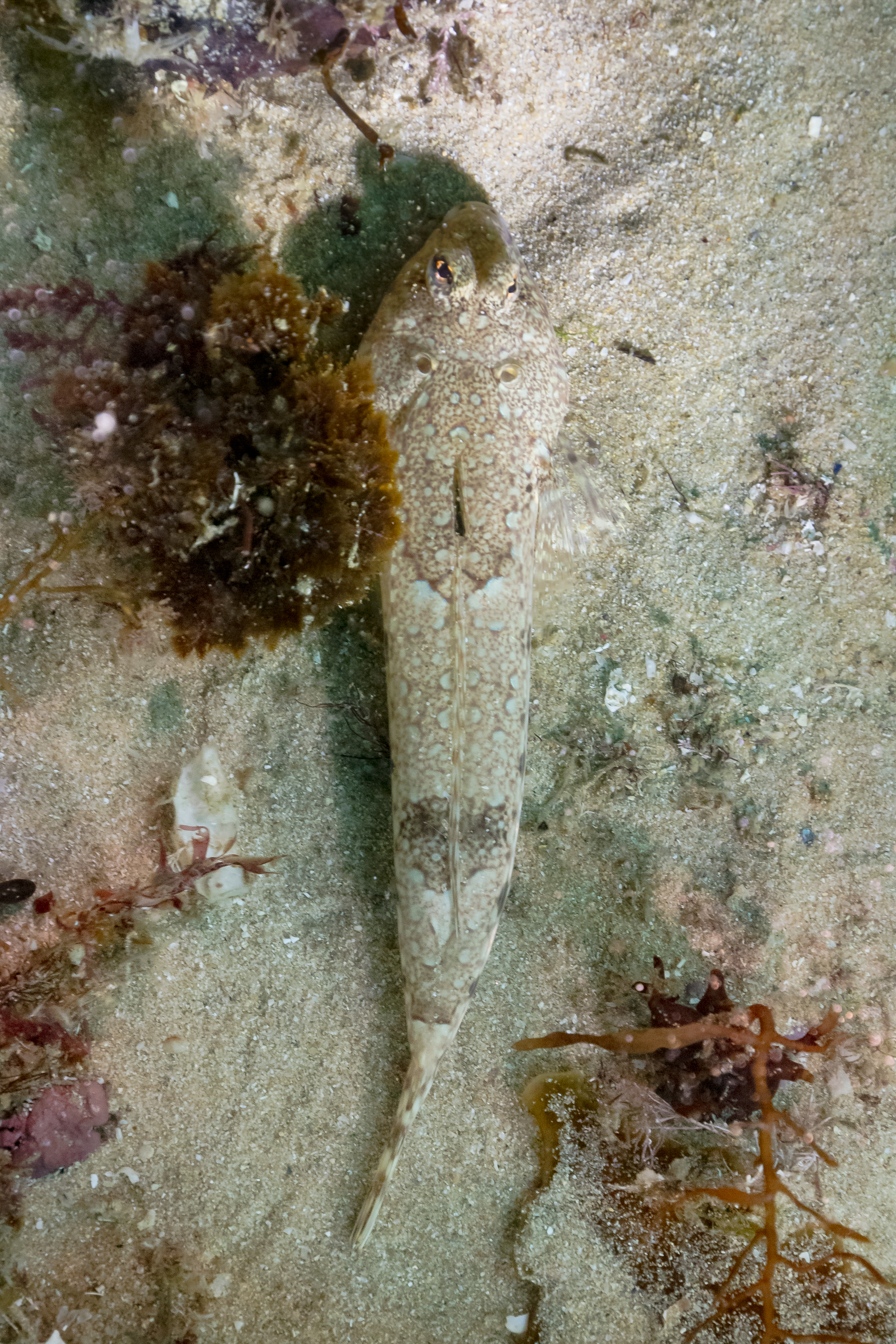
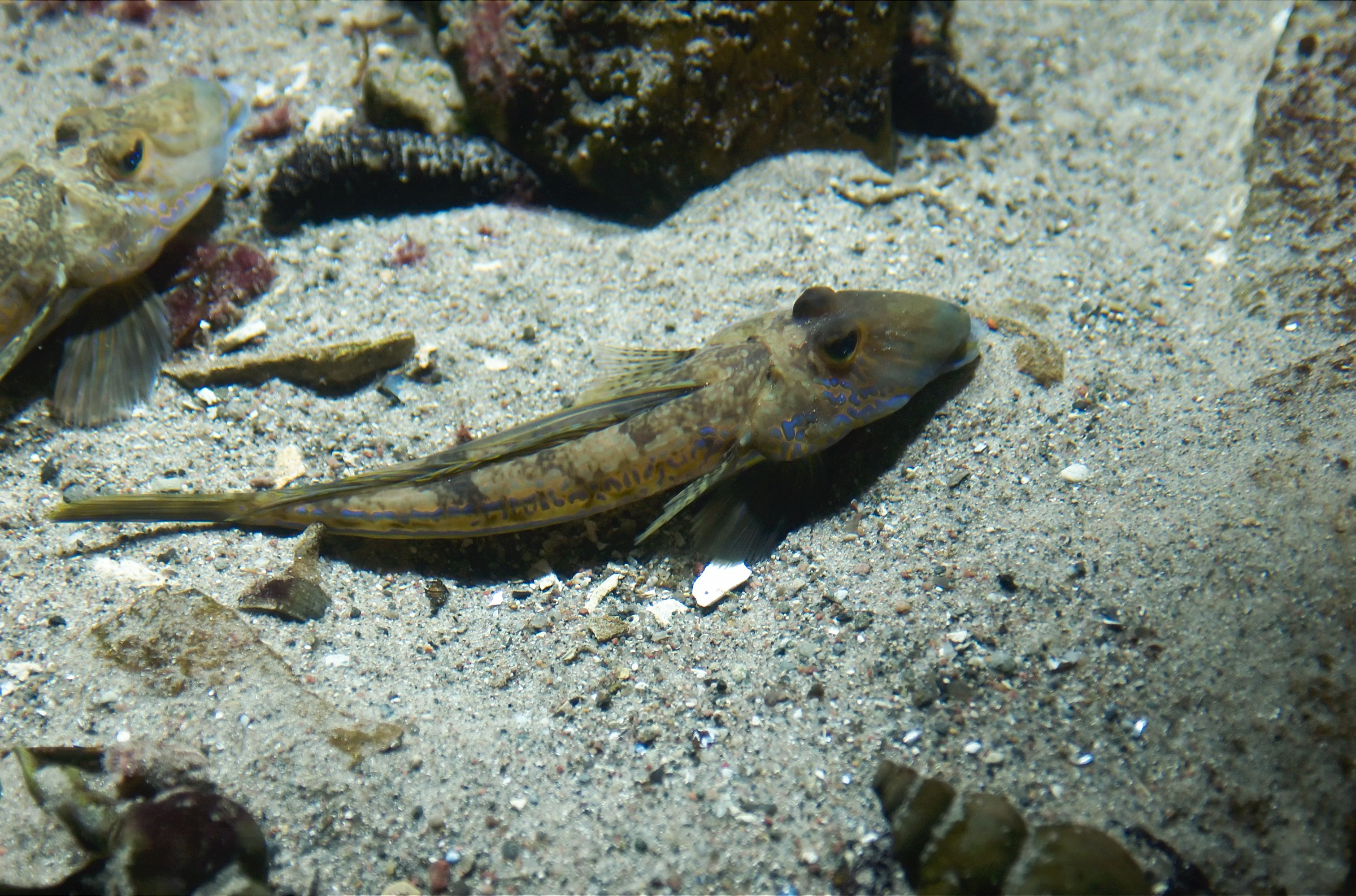
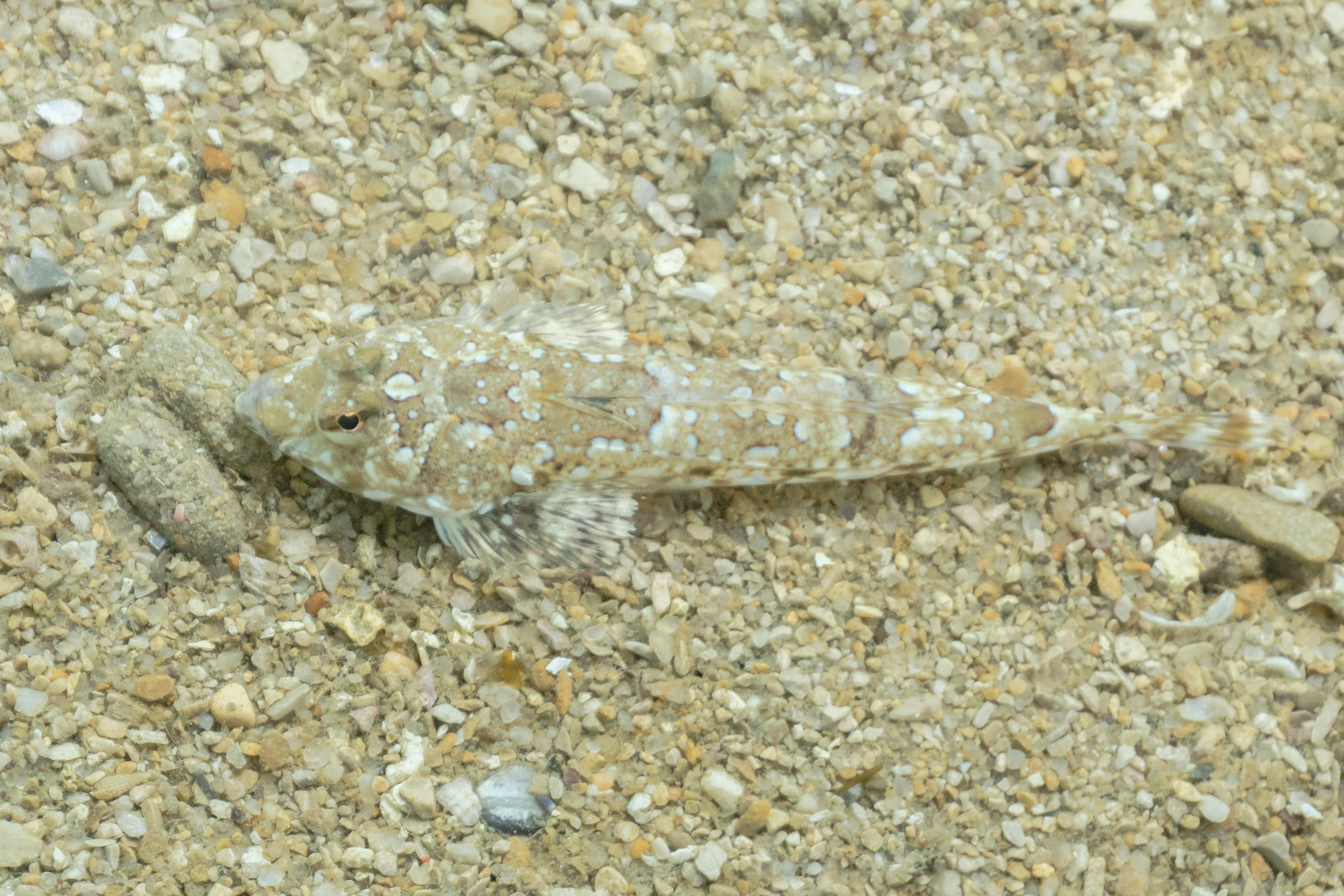
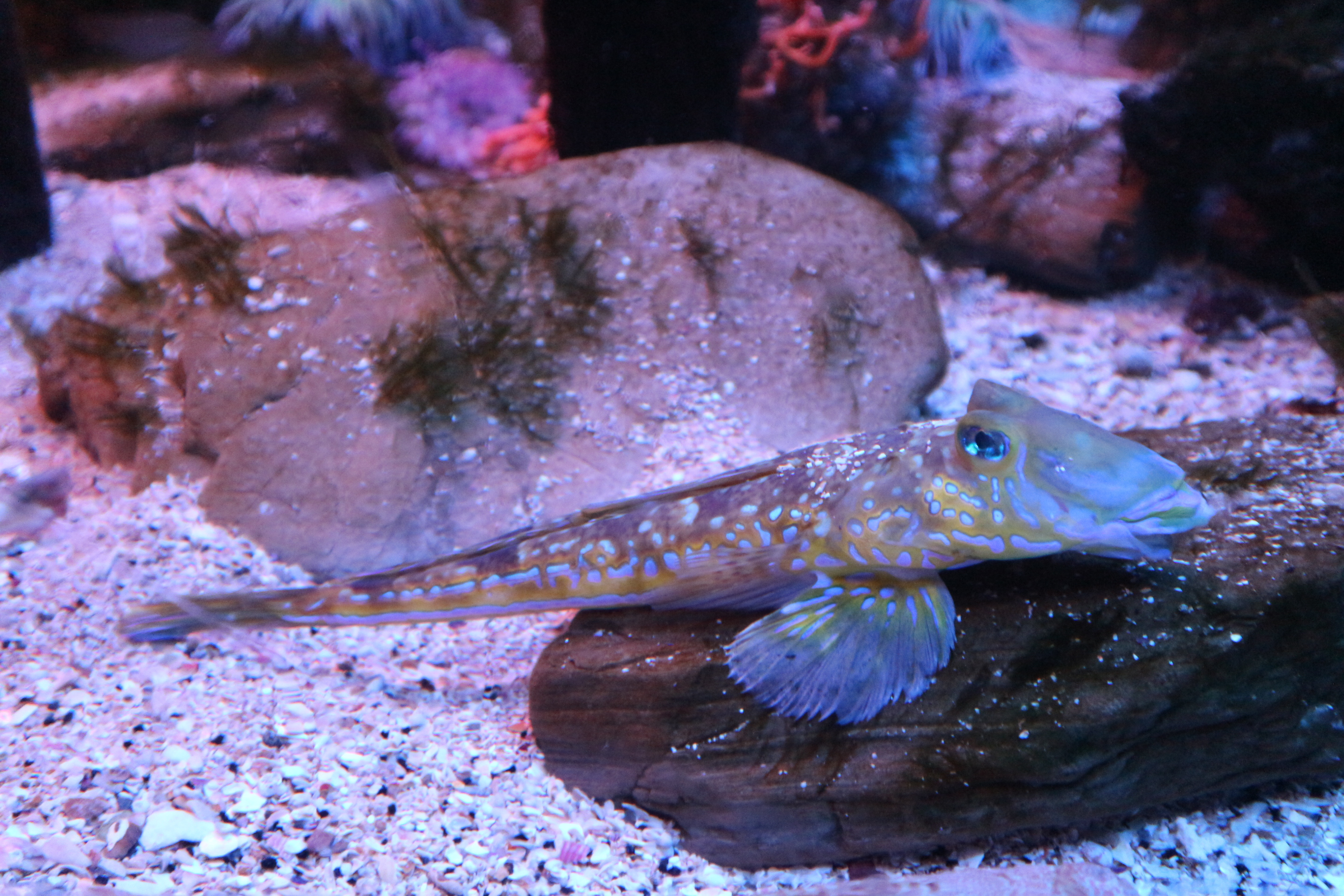
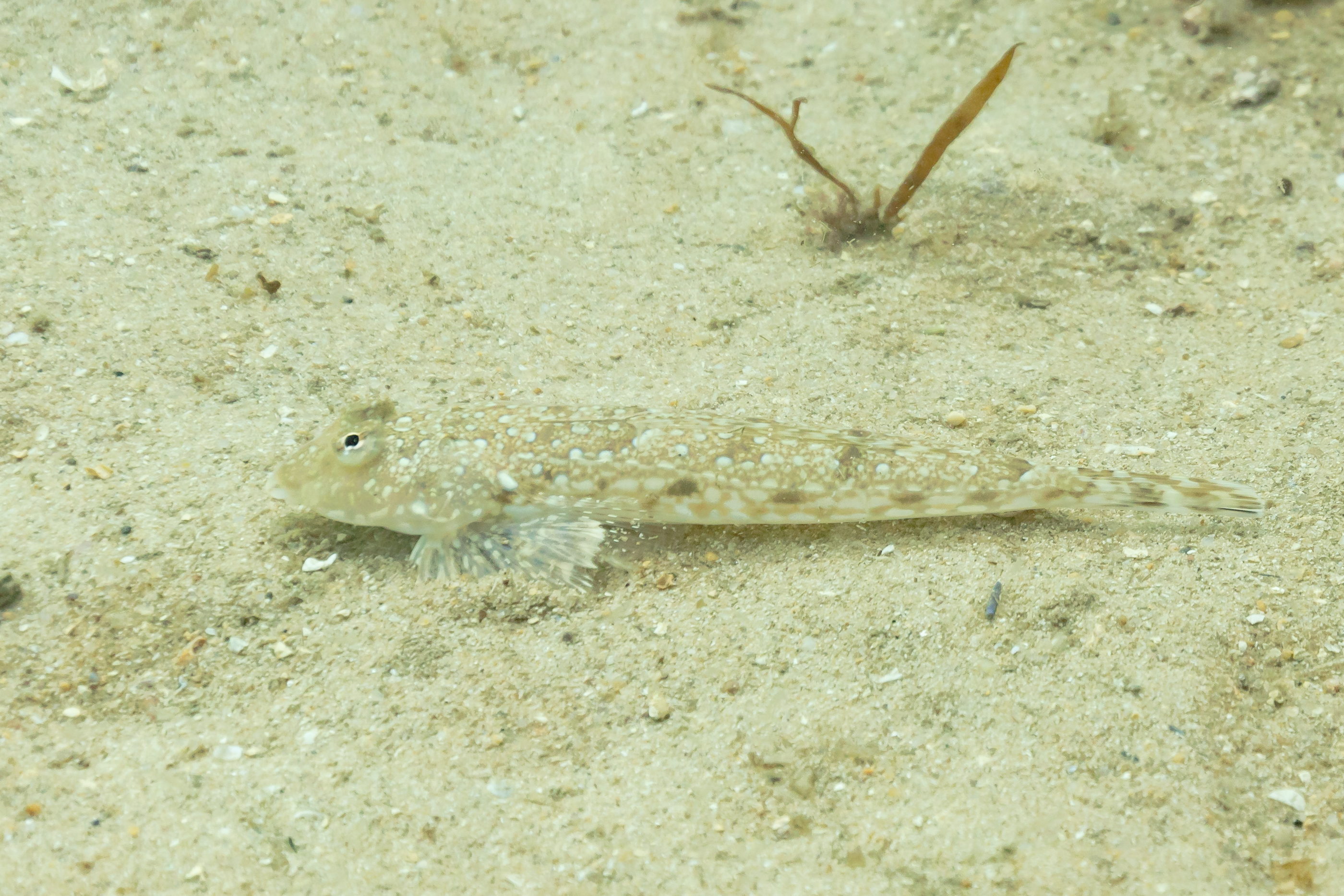